# Cryptolithodes
Cryptolithodes is een geslacht van tienpotigen uit de familie Lithodidae.

## Soorten
- Cryptolithodes expansus Miers, 1879
- Cryptolithodes sitchensis Brandt, 1853
- Cryptolithodes typicus Brandt, 1848